# Jean-Baptiste Coffinhal
Ne pas confondre avec  Jean-Baptiste Coffinhal (1746-1818).
Pour les articles homonymes, voir Coffinhal.
Pierre-André Coffinhal-Dubail, dit Jean-Baptiste Coffinhal, est un juriste et révolutionnaire français, né le 7 novembre 1762 à Vic-sur-Cère (Auvergne) et mort guillotiné le 19 thermidor an II (6 août 1794) à Paris.
Il a notamment été membre du conseil général de la Commune de Paris et du Tribunal révolutionnaire.

## Jeunesse
Pierre-André Coffinhal-Dubail de son vrai nom, est le plus jeune des six fils d'Annet-Joseph Coffinhal (né à Pailherols le 22 septembre 1705, mort à Vic-sur-Cère le 6 décembre 1767), avocat au  bailliage de  Vic-en-Carladez, et de Françoise Dunoyer, avec laquelle il s'est marié à Aurillac le 18 mai 1745. Il est issu du milieu des anciennes familles bourgeoises de robe, jouissant d'un patrimoine et d'un pouvoir déjà plus important que la noblesse locale à laquelle ils sont en passe d'être agrégés.
Deux de ses frères aînés, Jean-Baptiste et Joseph (né le 11 février 1757 à Aurillac, mort vers 1832), étudient la jurisprudence. Jean-Baptiste succède à son père comme avocat au bailliage et rachète d'importants biens nationaux vendus au tribunal criminel, où siège son frère Joseph pendant la Révolution. Ce dernier, qui est un ami de Pierre Hébrard, devient ensuite conseiller à la Cour de cassation, puis baron de l'Empire, sous le nom de baron Dunoyer et conseiller d'État. En effet, ils ont tous deux obtenu, la permission de changer de nom pour prendre celui de leur mère.
Coffinhal commence par entreprendre des études de médecine, comme son autre frère aîné Pierre Coffinhal (1747), mais abandonne très vite. Il se rend à Paris, où il trouve une place de clerc de procureur.

## Juge au tribunal révolutionnaire

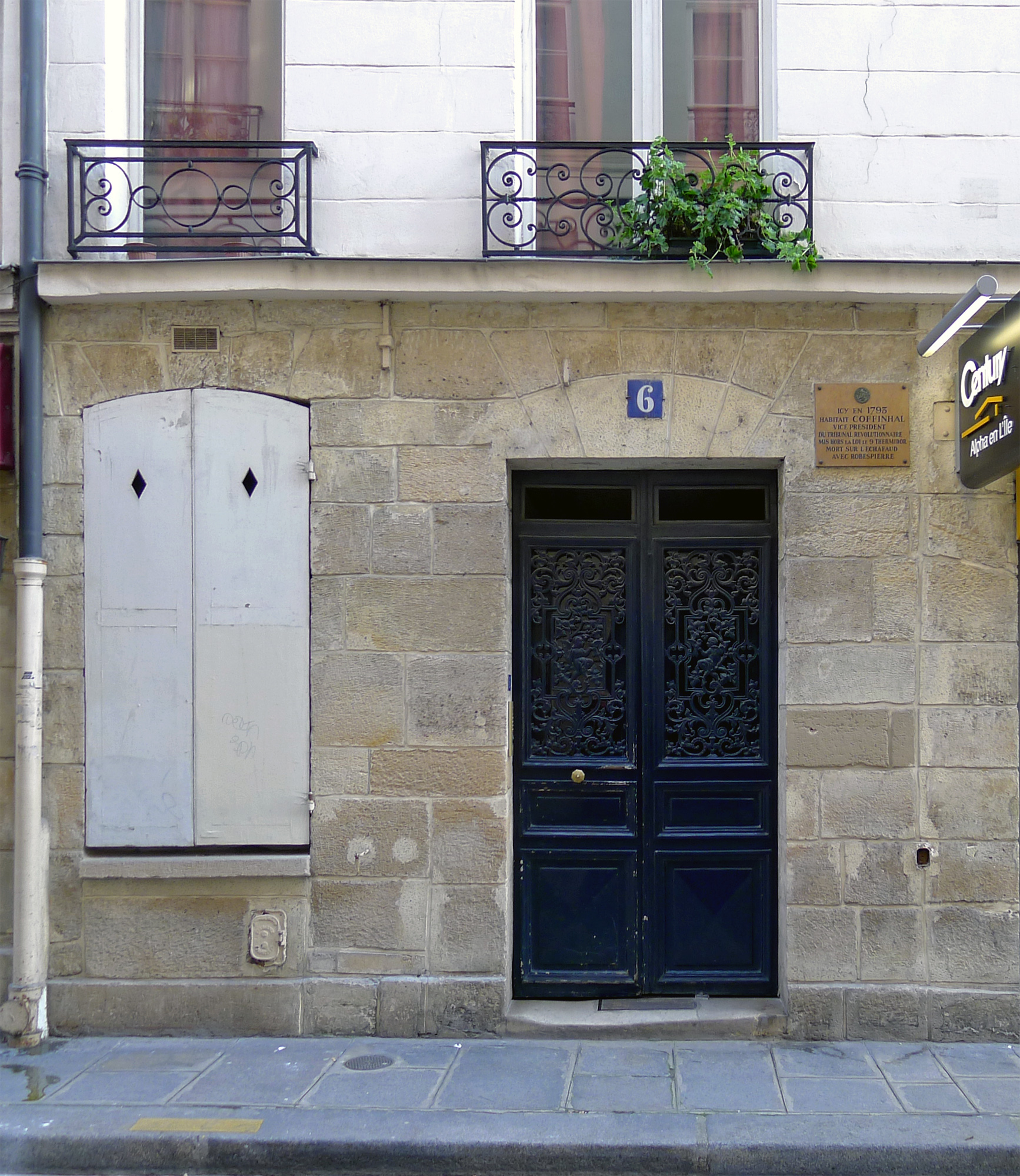
no 6 de la rue Le Regrattier : maison où habita Coffinhal en 1793 (plaque).

Il s'enthousiasme pour la Révolution, prend une part active à l'agitation politique qui secoue la capitale, mais sans succès. Électeur de la section de l'Île-Saint-Louis en 1791 et en 1792, il est nommé ensuite commissaire de police de la section de la Fraternité. Membre du Club des jacobins, il participe à la journée du 10 août 1792 et devient juge du tribunal criminel extraordinaire créé le 17 août suivant.
Pierre-André Coffinhal est nommé juge du Tribunal révolutionnaire, lors de sa création, le 10 mars 1793. Ami de Fouquier-Tinville, lié politiquement à Maximilien de Robespierre, il fait montre dans son action d'un zèle et d'une intransigeance qui contribuent autant à la hargne de ses adversaires que ses « formules sans nuance et le goût pour les mots d'esprit déplacés » qu'on lui prête,.
Sa carrière de juge révolutionnaire prend de l'importance lors du procès de Jacques-René Hébert et des hébertistes, lors duquel il est chargé avec d'autres juges de l'instruction du procès et de rédiger un journal du procès. Écrit en collaboration avec trois collègues, son travail ne reflète guère la réalité des débats. En 1795, sous la Convention thermidorienne, la découverte des documents concernant les divers procès qu'il avait charge d’instruire révèle maintes suppressions et des « rectifications » faites par Jean-Baptiste Coffinhal, selon la déposition du juge Féral à la date du 9 vendémiaire an III (30 septembre 1794).
Remplaçant René-François Dumas, il préside les audiences du procès des fermiers généraux, parmi lesquels se trouve Antoine Lavoisier, à propos duquel aurait été prononcée la célèbre phrase — discutée, mais pas nécessairement "apocryphe" — rapportée pour la première fois, dès le 24 frimaire an III (14 décembre 1794), par Henri Grégoire sous la forme : “Nous n'avons plus besoin de chimistes”, attribuée par Grégoire à Dumas, devenue par la suite “La République n'a pas besoin de chimistes (variante : de savants)”, et alors prêtée tantôt à Coffinhal, tantôt (plus tardivement) à Fouquier-Tinville. Le 11 juin 1794, lors de la réorganisation du tribunal révolutionnaire, Coffinhal est nommé premier des trois vice-présidents.

## Le 9 thermidor et la fuite
Lors de la chute de Robespierre, Jean-Baptiste Coffinhal a une attitude hésitante. Le 9 thermidor an II (27 juillet 1794), il se réfugie à l'Hôtel de Ville, y entraînant Robespierre et ses partisans. Étant parvenu à prendre la fuite lors de l'invasion du bâtiment par les troupes de la Convention, il longe les berges de la Seine et gagne l'île des Cygnes, non loin du quai de Grenelle, où des bateliers cantaliens le cachent. Forcé par la faim, il quitte son refuge le 5 août, hésite à regagner son domicile et va frapper à la porte de sa maîtresse, Mme Nègre, qui habite rue Montorgueil, mais celle-ci refuse de l'héberger. Il fait la rencontre d'une personne qui lui doit encore de l'argent. L'homme accepte de le cacher, puis se précipite à la police pour le dénoncer.
Jean-Baptiste Coffinhal est incarcéré à la Conciergerie vers deux heures du matin. Son voisin de cellule, Fouquier-Tinville, l'entend hurler jusqu'au petit matin, accablant de reproches François Hanriot et les autres Robespierristes. Il est condamné à mort le 18 thermidor an II (5 août 1794) sur simple vérification de son identité par le tribunal criminel du département. Condamné no 2742 du Tribunal révolutionnaire, il est le dernier de la liste officielle, avant la réorganisation du 10 août 1794 sous la présidence du citoyen d'Obsent, avec parmi les vice-présidents, "Dajoux, citoyen d'Aurillac". Le jour même de sa condamnation, la charrette le transporte seul de la Conciergerie à la place de Grève, où il est guillotiné. Sur le chemin de l'échafaud, le peuple lui criait : « Coffinhal ! Coffinhal ! Tu n'as pas la parole ! ». Il est la cent-cinquième victime des purges de Thermidor.

## Hommage
Une rue porte son nom à Aurillac.